# Список війн за участю Австрії
Цей список є неповним переліком війн і конфліктів за участю Австрії.
  Австрійська перемога
  Австрійська поразка
  Інший результат (наприклад, договір або мир без чіткого результату, «статус-кво перед війною», результат громадянського чи внутрішнього конфлікту, результат невідомий або невизначений)
  Триваючий конфлікт

## Австрійське маркграфство(976–1156)
| Початок         | Закінчення      | Назва конфлікту                        | Воюючі сторони (за винятком Австрії, згадується як маркграфство Баварського герцогства) | Воюючі сторони (за винятком Австрії, згадується як маркграфство Баварського герцогства) | Результат                                                                  |
| Початок         | Закінчення      | Назва конфлікту                        | Союзники | Вороги                                                                                  | Результат                                                                  |
| --------------- | --------------- | -------------------------------------- | --- | --------------------------------------------------------------------------------------- | -------------------------------------------------------------------------- |
| 976             | 978             | Війна трьох Генрі (976–978)            | Священна Римська імперія | Баварське герцогство                                                                    | Баварська поразка - Зародження Австрії, Леопольд I стає маркграфом Австрії |
| 1015            | 1015            | Перше вторгнення Болеслава І в Австрію | Священна Римська імперія | Герцогство Польське                                                                     | Перемога - Польське вторгнення в Австрію провалилося                       |
| 1017            | 1017            | Друге вторгнення Болеслава І в Австрію | Священна Римська імперія | Герцогство Польське                                                                     | Перемога - Польське вторгнення в Австрію провалилося                       |
| 1030            | 1031            | Вторгнення Конрада II в Угорщину       | Священна Римська імперія | Угорське королівство                                                                    | Поразка                                                                    |
| 1040            | 1041            | Вторгнення Генріха III у Богемію       | Священна Римська імперія | Герцогство Богемія                                                                      | Перемога                                                                   |
| 1042            | 1044            | Вторгнення Генріха III в Угорщину      | Священна Римська імперія Угорщина Петера Орсеоло | Угорщина Самуеля Аби                                                                    | Перемога - Битва біля Менфі - Петро Орсеоло знову став королем Угорщини    |
| 29 червня 1073  | 27 жовтня 1075  | Саксонське повстання                   | Священна Римська імперія | Саксонське герцогство                                                                   | Перемога - Повстання придушено                                             |
| 12 травня 1082  | 12 травня 1082  | Битва під Мейлбергом                   | | Богемське герцогство Богемія                                                            | Поразка                                                                    |
| 11 вересня 1146 | 11 вересня 1146 | Битва на Фіші                          | Баварське герцогство | Угорське королівство                                                                    | Поразка                                                                    |
| 1147            | 1149            | Другий хрестовий похід                 | Хрестоносці : Священна Римська імперія Французьке королівство Єрусалимське королівство Триполійське графство Антіохійське князівство Королівство Англія Візантійська імперія Сицилійське королівство Папська область | Сельджукський султанат Емірат Зенгідів Аббасидський халіфат Фатімідський халіфат        | Поразка                                                                    |

## Австрійське герцогство(1156–1453)
| Початок           | Закінчення        | Назва конфлікту                                | Воюючі сторони (за винятком Австрії, згадуваної як держава Священної Римської імперії) | Воюючі сторони (за винятком Австрії, згадуваної як держава Священної Римської імперії) | Результат                      |
| Початок           | Закінчення        | Назва конфлікту                                | Союзники | Вороги | Результат                      |
| ----------------- | ----------------- | ---------------------------------------------- | --- | --- | ------------------------------ |
| 1190              | 1191              | Третій хрестовий похід                         | Crusaders: Єрусалимське королівство Королівство Англія Середньовічна Франція Священна Римська імперія | Аюбіди Зангіди Румський султанат Візантійська імперія Сицилійське королівство | Перемога - Яффська угода       |
| Квітень 1197      | Липень 1198       | Хрестовий похід 1197 року                      | Священна Римська імперія | Аюбіди | Перемога                       |
| Липень 1209       | 12 квітня 1229    | Альбігойські війни                             | * Хрестоносці - - Папська область - Єпископська інквізиція - Домініканський орден - Ополчення Віри Ісуса Христа - Госпітальєри Святого Духа - Лицарі Святого Георгія - Французьке королівство - Бургундське герцогство - Бретанське герцогство - Неверське графство - Осерське графство - Графство Сен-Поль - Віконтство Донж - Віконтство Торена - Англійські волонтери - Берзьке герцогство - Курфюрство Кельна Графство Ауренья - Прованське графство-Форкальк'є | * Катари - Тулузьке графство - Віконтство Безьє і Альбі - Графство Валентинуа - Володарство Северак - Прованський маркізат - Віконтство Беарн - Графство Астарак - Арагонська Корона - Графство Фуа - Графство Комінгес - Віконтство Каркассон - Володарство Менерба - Володарство Термес - Володарство Кабаре - Володарство Монсегур - Лицарі-вигнанці | Перемога                       |
| 1217              | 1221              | П'ятий хрестовий похід                         | Хрестоносці: Латинська імперія Кіпрське королівство Румський султанат Священна Римська імперія Тамплієри Тевтонський орден Лицарі-госпітальєри Угорське королівство Голландське графство Середньовічна Франція Папська держава | Єгипетські араби: Аюбіди | Поразка                        |
| 1217              | 1284              | Прусський хрестовий похід                      | - Тевтонський орден - Добжинський Орден - Мазовецьке князівство - Королівство Польське - Священна Римська імперія - Померанське герцогство - Померельське герцогство - Герцогство Гданське - Свєнецько-Любішевське князівство - Любішевське князівство - Галицько-Волинське князівство - Калатравський орден | - Прусси - Ятвяги - Скальви | Перемога                       |
| 1241              | 1242              | Монгольські набіги на Священну Римську імперію | Священна Римська імперія | Золота Орда | Перемога                       |
| 15 червня 1246    | 1 травня 1254     | Австро-угорська війна (1246–1254)              | | Угорське королівство | Поразка                        |
| Липень 1260       | 31 березня 1261   | Битва під Кресенбрунном                        | Богемське королівство | Угорське королівство | Перемога - Віденський мир      |
| 1275              | 26 серпня 1278    | Битва під Дюрнкрутом                           | Священна Римська імперія Угорське королівство (включно з половцями ісекеями) найманці з Швабського герцогства, Штирії, Баварії тощо. | Богемське королівство найманці: Бранденбурці, Мейсенці, Сілезці, Малопольці тощо. | Перемога                       |
| 2 липня 1298      | 2 липня 1298      | Битва під Гьолхаймом                           | Богемське королівство | Графство Нассау Курпфальц | Перемога                       |
| 31 травня 1307    | 31 травня 1307    | Луцька битва                                   | Священна Римська імперія | Майсенське маркграфство | Поразка                        |
| 9 листопада 1313  | 9 листопада 1313  | Битва під Гамельсдорфом                        | | Герцогство (Верхня) Баварія | Поразка                        |
| 15 листопада 1315 | 15 листопада 1315 | Битва під Моргартеном                          | | Стара Швейцарська Конфедерація | Поразка                        |
| 28 вересня 1322   | 28 вересня 1322   | Битва під Мюльдорфом                           | Єпископ Пассау Зальцбурзьке архієпископство | Герцогство (Верхня) Баварія Богемське королівство Бурґграфство Нюрнберг | Поразка                        |
| 9 липня 1363      | 9 липня 1369      | Баварське вторгнення в Тіроль (1363-1369)      | Зальцбурзьке архієпископство | Герцогство (Верхня) БаваріяГерцогство (Верхня) Баварія Міланська комуна | Перемога                       |
| 9 липня 1386      | 9 липня 1386      | Битва під Земпахом                             | | Стара Швейцарська Конфедерація | Поразка                        |
| 9 квітня 1388     | 9 квітня 1388     | Битва під Нефельсом                            | | Стара Швейцарська Конфедерація | Поразка                        |
| 1419              | 1434              | Гуситські війни                                | Католицька церква Священна Римська імперія Угорське королівство Папська держава Мальтійський орден Тевтонський орден Королівство Англія Сербська деспотат Чашники (гусити)(1423–1434) | Гуситський рух(1419–1423) Таборити(1423–1434) Велике князівство Литовське За підтримки: Королівство Польське | Перемога - Базельські договори |
| 2 листопада 1440  | 12 червня 1446    | Стара Цюріхська війна                          | Імператорське місто Цюріх Французьке королівство | Стара Швейцарська Конфедерація Фогтейен з Аппенцеля | Перемога - Айнзідельнський мир |

## Австрійське ерцгерцогство(1453–1804)
| Початок         | Кінець            | Назва конфлікту                                                                                        | Воюючі сторони (за винятком Австрії, згадуваної як держава Священної Римської імперії) | Воюючі сторони (за винятком Австрії, згадуваної як держава Священної Римської імперії) | Результат |
| Початок         | Кінець            | Назва конфлікту                                                                                        | Союзники | Вороги | Результат |
| --------------- | ----------------- | --- | --- | --- | --- |
| 1458            | 1465              | Внутрішньоавстрійська війна                                                                            | | Альберт VI, ерцгерцог Австрії Богемське королівство | Перемога |
| 4 березня 1459  | Квітень 1462      | Австро-угорська війна (1459–62)                                                                        | | Угорське королівство | Поразка |
| 1 лютого 1469   | Жовтень 1469      | Баумкірхерфехде                                                                                        | | Прихильники Андреаса Баумкірхера | Перемога |
| 1474            | 5 січня 1477      | Бургундські війни                                                                                      | Лотаринзьке герцогство · Швейцарські конфедерати | Бургундське герцогство · Савойське герцогство | Перемога |
| 19 серпня 1477  | 23 грудня 1482    | Війна за бургундську спадщину                                                                          | Бургундські Нідерланди | Французьке королівство | Військова перемога Австрії Дипломатична перемога Франції - Аррасський договір (1482) |
| 1477            | 1488              | Австро-угорська війна (1477–88)                                                                        | Священна Римська імперія | Угорське королівство | Поразка |
| 2 лютого 1478   | 1478              | Каринтійське селянське повстання                                                                       | | Каринтійська селянська ліга | Перемога - Повстання придушено |
| 5 червня 1483   | Червень 1485      | Фламандське повстання 1483–1485 рр                                                                     | | Фламандські повстанці | Перемога - Повстання придушено |
| Червень 1486    | 22 липня 1489     | Божевільна війна                                                                                       | Бунтівні шляхтичі - Лотаринзьке герцогство - Бретанське герцогство - Світлість Альбрет - Оранське князівство - Агулемське графство За підтримки: - Священна Римська імперія - Королівство Англія - Королівство Кастилія-Леон | Французьке королівство | Поразка - Франкфуртський договір (1489) |
| 1487            | 1487              | Битва при Калліано (1487)                                                                              | | Венеційська республіка | Перемога |
| Листопад 1487   | 1492              | Фламандське повстання 1487–1492 рр                                                                     | | | Перемога |
| 1490            | 7 листопада 1491  | Австрійсько-угорська війна (1490–91)                                                                   | Священна Римська імперія | Угорське королівство | Перемога - Пресбурзький мир (1491) |
| 1491            | 1492              | Хлібно-сирний бунт                                                                                     | | Народний хліб і сир | Перемога |
| 31 березня 1495 | 1498              | Італійська війна 1494–1498 рр                                                                          | Венеційська ліга : · Папська область Венеційська республіка Неаполітанське королівство Королівства Іспанії Міланське герцогство Священна Римська імперія Флорентійська республіка Мантуанське герцогство Королівство Англія (з 1496 р.) | Французьке королівство | Перемога |
| 20 січня 1499   | 22 вересня 1499   | Швабська війна                                                                                         | Швабська ліга Священна Римська імперія | Стара Швейцарська Конфедерація | Поразка |
| 1502            | 1543              | Гульденські війни                                                                                      | Священна Римська імперія | Герцогство Гулдерів | Перемога |
| 1505            | 19 липня 1506     | Австро-угорська війна (1505–06)                                                                        | Священна Римська імперія | Угорське королівство | Поразка - Віденський договір (1506) |
| Лютий 1508      | 4 грудня 1516     | Війна Камбрейської ліги                                                                                | 1508–1510: Ліга Камбре: - Папська область - Франція - Священна Римська імперія - Іспанія - Феррарське герцогство 1511–1513: Священна Ліга: - Папська область - Венеція - Іспанія - Священна Римська імперія - Англія - Швейцарські найманці 1513–1516: - Папська область - Іспанія - Священна Римська імперія - Англія - Міланське герцогство - Швейцарські найманці | 1508–1510: Венеційська республіка 1513–1516: Венеційська республіка Шотландське королівство Французьке королівство Феррарське герцогство | Поразка |
| 1515            | 1515              | Словенське селянське повстання                                                                         | | Словенські повстанці | Перемога |
| 1515            | 1523              | Повстання фрісландських селян                                                                          | Іспанська імперія | Гульденські повстанці | Перемога |
| 1521            | 14 січня 1526     | Італійська війна (1521—1526)                                                                           | Священна Римська імперія Іспанська імперія Англія Папська область | Французьке королівство Венеційська республіка | Перемога - Мадридський договір |
| 16 квітня 1520  | 25 жовтня 1521    | Повстання комунерів                                                                                    | Іспанська імперія | Комунерос повстанці | Перемога |
| 1524            | 1525              | Селянська війна в Німеччині                                                                            | Священна Римська імперія Швабський союз | Селянська армія | Перемога - Повстання придушено |
| 22 травня 1526  | 10 серпня 1530    | Війна Ліги Коньяку                                                                                     | 1526–1528 : Священна Римська імперія Іспанська імперія Феррарське герцогство 1528–1530 : Священна Римська імперія Іспанська імперія Генуезька республіка Феррарське герцогство Мантуанське герцогство 1526–1528 : Франція Папська область Венеційська республіка Флорентійська республіка                                                                            | Імперія Карла V : - Священна Римська імперія - Іспанія Наваррське королівство Генуезька республіка Міланське герцогство 1528–1530: Французьке королівство Папська область Венеційська республіка Флорентійська республіка Міланське герцогство Наваррське королівство                          | Перемога - Камбрейський договір |
| 17 грудня 1526  | 22 липня 1533     | Османсько-габсбурзька війна (1526–1533)                                                                | Священна Римська імперія Іспанська імперія Папська область | Османська імперія | Поразка - Константинопольський договір (1533) |
| Червень 1535    | Червень 1535      | Завоювання Тунісу (1535)                                                                               | Священна Римська імперія Іспанська імперія | Османська імперія · Французьке королівство | Перемога |
| Березень 1536   | 18 червня 1538    | Італійська війна 1536–38 рр                                                                            | Священна Римська імперія Іспанська імперія | Османська імперія · Французьке королівство | Поразка - Ніццьке перемир'я |
| Травень 1536    | 19 червня 1547    | Османсько-габсбурзька війна (1536–1547)                                                                | Священна Римська імперія Іспанська імперія Папська область | Османська імперія · Французьке королівство | Поразка - Адріанопольське перемир'я (1547) |
| Жовтень 1539    | Листопад 1540     | Повстання в Генті (1539–1540)                                                                          | Священна Римська імперія | Гентські повстанці | Перемога |
| Жовтень 1541    | Листопад 1541     | Алжирська експедиція (1541)                                                                            | Священна Римська імперія - Мілан Іспанська імперія - Неаполь - Сицилійське королівство Генуезька республіка ' Венеційська республіка Савойське герцогство Папська область | Османська імперія · Бейлербейлік Алжиру | Поразка |
| 12 липня 1542   | 18 вересня 1544   | Італійська війна 1542–46 рр                                                                            | Священна Римська імперія Іспанська імперія Королівство Англія | Французьке королівствоОсманська імперія Юліх-Клевс-Берг | Непереконливий - Договір Крепі |
| 10 липня 1546   | 23 травня 1547    | Шмалькальдська війна                                                                                   | Імперія Карла V : - Священна Римська імперія - Іспанська імперія | Шмалькальдська ліга | Перемога - Капітуляція Віттенберга |
| Січень 1547     | Липень 1547       | Станове повстання в Богемії 1547 р                                                                     | Імперія Карла V | Богемські повстанці | Перемога |
| 1551            | 1559              | Італійська війна 1551–1559 рр                                                                          | Імперія Карла V : - Священна Римська імперія - Іспанська імперія Англія | Французьке королівствоОсманська імперія | Перемога |
| 1551            | 27 листопада 1562 | Османсько-габсбурзька війна (1551–1562)                                                                | Священна Римська імперія Іспанська імперія Папська область | Османська імперія · Французьке королівство | Поразка - Франкфуртський договір (1562) |
| 1566            | 17 лютого 1568    | Османсько-габсбурзька війна (1566–1568)                                                                | Священна Римська імперія Іспанська імперія Папська область | Османська імперія | Поразка - Адріанопольський договір (1568) |
| 1573            | 1573              | Хорватсько-словенське селянське повстання                                                              | Хорватське королівство | Хорватські та словенські повстанці | Перемога |
| 22 серпня 1587  | 9 березня 1589    | Війна за польську спадщину (1587–88)                                                                   | Прихильники Максиміліана III, ерцгерцога Австрії | Прихильники Сигізмунда III Вази | Поразка - Битомсько-Бендзінський договір |
| 29 липня 1593   | 11 листопада 1606 | Тривала турецька війна                                                                                 | Священна Римська імперія Трансільванія Валахія Молдавія Військо Запорозьке Іспанська імперія Сербські повстанці Папська область Венеційська республіка Саксонське курфюрство Тоскана Персія Лицарі Святого Стефана Болгарські повстанці Феррарське герцогство Мантуанське герцогство Савойське герцогство                                                            | Османська імперія Ногайське ханство | Непереконливий - Житваторокський мир |
| 10 червня 1609  | 24 жовтня 1610    | Війна за Юліхську спадщину                                                                             | Священна Римська імперія Князівство Страсбург Принц-єпископство Льєж Католицька Ліга | Бранденбурзьке маркграфство · Пфальц-Нойбург · Сполучені провінції · Французьке королівство · Gротестантський союз | Поразка - Ксантенський договір |
| Липень 1612     | Вересень 1614     | Раппенкріг                                                                                             | | Селяни-повстанці | Перемога - Повстання придушено |
| Січень 1616     | 26 вересня 1617   | Ускоцька війна                                                                                         | Священна Римська імперія Іспанська імперія | Венеційська республіка Голландська Республіка Королівство Англія | Поразка - Мадридський договір (1617) |
| 23 травня 1618  | 24 жовтня 1648    | Тридцятилітня війна - включає війну за спадщину Мантуї, богемське повстання та пфальцьку кампанію      | Священна Римська імперія - Католицька Ліга - Баварське курфюрство Іспанська імперія та її володіння Данія-Норвегія (1643–1645) | Швеція Французьке королівство Богемія Данія-Норвегія (1625–1629) Курфюрство Саксонія Сполучені провінції Курфюрство Пфальц Брауншвейг-Люнебурзьке герцогство Королівство Англія Шотландське королівство Бранденбург-Пруссія Трансильванія угорські антигабсбурзькі повстанці Османська імперія | - Вестфальський мир |
| 27 травня 1657  | 3 травня 1660     | Друга північна війна                                                                                   | Польща (Польща–Литва) · Данія–Норвегія · Росія (1656–58) · Кримське ханство · Бранденбург-Пруссія (1655–56, 1657–60) · Голландська Республіка | Шведська імперія · Бранденбург-Пруссія (1656–57) · Трансильванське князівство · Українські козаки (1657) · Велике князівство Литовське · Валахія · Молдавія | Непереконливий - Олівський договір |
| 12 квітня 1663  | 10 серпня 1664    | Австро-турецька війна (1663–1664)                                                                      | Священна Римська імперія Ліга Рейну | Османська імперія | Військова перемога Австрії Османська дипломатична та комерційна перемога - Вашварський мир |
| 1 липня 1673    | 26 січня 1679     | Франко-голландська війна                                                                               | Голландська Республіка Священна Римська імперія - Бранденбург-Пруссія Іспанська імперія Данія-Норвегія Англія (1678) | Французьке королівство · Королівство Англія (1672–74) · Швеція · Мюнстер · Кельн | Поразка - Неймегенські договори |
| 1680            | 1680              | Селянське повстання                                                                                    | | Чеські селяни | Перемога - Повстання придушено |
| 1683            | 15 серпня 1684    | Війна Реюньйонів                                                                                       | Священна Римська імперія Іспанська імперія Генуезька республіка | Французьке королівство | Поразка - Ратісбонське перемир'я |
| 14 липня 1683   | 26 січня 1699     | Велика турецька війна                                                                                  | Священна Римська імперія · Царство Російське · Козацька Гетьманщина · Річ Посполита · Венеційська республіка · Албанські повстанці · Сербські повстанці · Грецькі повстанці · Іспанська імперія | Османська імперія Кримське ханство | Перемога - Карловіцький договір |
| 27 вересня 1688 | 20 вересня 1697   | Дев'ятирічна війна                                                                                     | Великий Альянс : · Голландська Республіка · Англія · Священна Римська імперія Іспанська імперія П'ємонт-Савойський Швеція (до 1691) Шотландія | Французьке королівство · Ірландські якобіти | Непереконливий - Рисвікський договір |
| 9 липня 1701    | 7 березня 1714    | Війна за іспанську спадщину - включає війну Ракоці за незалежність і Баварське повстання 1705–1706 рр. | Іспанія лояльна до ерцгерцога Карла Англія Велика Британія Голландська Республіка Савойське герцогство Пруссія Португальське королівство | Іспанія лояльна до Філіпа V · Французьке королівство · Баварське курфюрство · Куруци (Угорське королівство) · Трансильванське князівство | Філіп V затверджений королем Іспанії Територіальні здобутки Габсбургів - Раштатський договір Австрія успішно придушує революції в Угорщині та Баварії |
| 13 квітня 1716  | 21 липня 1718     | Австро-турецька війна 1716–1718 рр                                                                     | Венеційська республіка | Османська імперія | Перемога - Пассаровіцький договір |
| 2 серпня 1718   | 17 лютого 1720    | Війна Четверного союзу                                                                                 | Велика Британія · Французьке королівство · Священна Римська імперія · Голландська Республіка · Савойське герцогство | Іспанія | Перемога - Гаазька угода (1720) |
| 10 жовтня 1733  | 3 жовтня 1735     | Війна за польську спадщину                                                                             | Польща, лояльна до Августа III Російська імперія Священна Римська імперія - Саксонське курфюрство - Пруссія | Польща, лояльна до Станіслава І Французьке королівство Іспанія Сардинське королівство Пармське герцогство | Август III затверджений королем Польщі - Віденський договір - Лотаринзьке герцогство перейшло до Станіслава І - Неаполь і Сицилія відійшли до Іспанії - Компенсується придбанням Пармського герцогства                                                                                   |
| 12 липня 1737   | 18 вересня 1739   | Російсько-австро-турецька війна (1735–1739)                                                            | Російська імперія | Османська імперія | Поразка - Белградський договір |
| 16 грудня 1740  | 18 жовтня 1748    | Війна за австрійську спадщину - включає Першу Сілезьку війну та Другу Сілезьку війну.                  | Велика БританіяГанновер Голландська Республіка Саксонське курфюрство (1743–45) Сардинське королівство (1742-48) Російська імперія (1741–43) (1748) | Пруссія(1740–42) (1744–45) Королівство Іспанія (1740–1746) Французьке королівство Баварське курфюрство (1741–45) Саксонське курфюрство (1741–42) Неаполь і Сицилія Генуезька республіка Швеція (1741–43) Сардинське королівство (1741-42)                                                      | Змішані результати Загальна перемога Австрії в обороні: визнається прагматична санкція, Марія Терезія зберігає австрійський престол і уникає можливого поділу Австрії Поразка Австрії в Сілезьких війнах проти Пруссії: територіальні втрати Габсбургів - Договір в Екс-ла-Шапель (1748) |
| 29 серпня 1756  | 15 лютого 1763    | Семирічна війна - включає Третю Сілезьку війну.                                                        | Французьке королівство · Росія · Іспанія · Швеція · Саксонське курфюрство | Пруссія · Велика Британія · Ганновер · Брауншвейг-Вольфенбюттельське князівство · Португальське королівство · Гессен-Кассельське ландграфство · Шаумбург-Ліппське князівство · Конфедерація Ірокезів                                                                                           | Військовий глухий кут Status quo ante bellum в Європі - Губертусбурзький договір |
| 1774            | 1774              | Повстання Хореї, Клошки та Крішана                                                                     | | Румунські селяни | Перемога - Революція придушена |
| Липень 1778     | 13 травня 1779    | Війна за баварську спадщину                                                                            | | Пруссія Саксонське курфюрство Баварське курфюрство | Непереконливий - Тешенський договір |
| 8 жовтня 1784   | 8 жовтня 1784     | Чайникова війна                                                                                        | | Голландська республіка | Непереконливий |
| 18 серпня 1789  | 12 січня 1791     | Льєжська революція                                                                                     | Принц-єпископство Льєж | Республіка Льєж · Сполучені Бельгійські Штати · Пруссія | Перемога - Революція придушена |
| 24 жовтня 1789  | 3 грудня 1790     | Брабантська революція                                                                                  | | Сполучені Бельгійські Штати · Республіка Льєж · Пруссія | Перемога - Революція придушена |
| Лютий 1788      | 4 серпня 1791     | Австро-турецька війна (1788–1791)                                                                      | Російська імперія | Османська імперія | Перемога - Сістовський договір |
| 20 квітня 1792  | 18 квітня 1797    | Війна першої коаліції                                                                                  | Священна Римська імперія · Пруссія · Велика Британія · Французькі роялісти · Іспанія (1793–95) · Португалія · Сардинське королівство · Неаполь і Сицилія · Інші держави Італії · Османська імперія · Голландська республіка | Французька Республіка Іспанія (1796–97) | Поразка - Леобенський договір - Договір Кампо Форміо |
| Червень 1794    | Листопад 1794     | Повстання Костюшка                                                                                     | Російська імперія Пруссія | Польські сили | Перемога - Третій поділ Польщі |
| 26 червня 1797  | Липень 1797       | Повстання Дениска                                                                                      | | Польські повстанці | Перемога - Повстання придушено |
| 12 березня 1799 | 9 лютого 1801     | Війна другої коаліції                                                                                  | Російська імперія Велика Британія Французькі роялісти Португалія Дві Сицилії Османська імперія | Французька Республіка Іспанія Данія-Норвегія | Поразка - Люневільський договір |

## Австрійська імперія(1804–1867)
| Початок         | Кінець          | Назва конфлікту                                                                                             | Воюючі сторони (за винятком Австрійської імперії) | Воюючі сторони (за винятком Австрійської імперії) | Результат                                              | Імператор              | Втрати                                                                             |
| Початок         | Кінець          | Назва конфлікту                                                                                             | Союзники | Вороги | Результат                                              | Імператор              | Втрати                                                                             |
| --------------- | --------------- | --- | --- | --- | ------------------------------------------------------ | ---------------------- | ---------------------------------------------------------------------------------- |
| 9 серпня 1805   | 26 грудня 1805  | Війна третьої коаліції                                                                                      | Велика Британія · Російська імперія · Сицилійське королівство · Неаполітанське королівство · Португальське королівство · Швеція | Перша Французька імперія Іспанія | Поразка - Пресбурзький мир                             | Francis I              | 90 тисяч жертв                                                                     |
| 3 квітня 1807   | 14 квітня 1807  | Повстання Тікана                                                                                            | | Сербські повстанці | Перемога - Повстання придушено                         | Francis I              | Невідомо                                                                           |
| 10 квітня 1809  | 14 жовтня 1809  | Війна п'ятої коаліції - включає австро-польську війну, Тірольське повстання та готшерське повстання 1809 р. | Велика Британія · Сицилійське королівство · Сардинське королівство · Чорний Брауншвейг | Перша Французька імперія Французькі клієнтські республіки | Поразка - Шенбруннський мир                            | Francis I              | 170 тисяч жертв                                                                    |
| 24 червня 1812  | 30 січня 1813   | Французько-російська війна                                                                                  | Перша Французька імперія Пруссія | Російська імперія Велика Британія Швеція | Австрія приєднується до коаліції - Плясвіцке перемир'я | Francis I              | Невідомо                                                                           |
| 15 серпня 1813  | 11 квітня 1814  | Війна шостої коаліції                                                                                       | Російська імперія · Пруссія · Велика Британія · Швеція · Королівство Іспанія · Португальське королівство · Неаполітанське королівство · Сардинське королівство | Перша Французька імперія Французькі клієнтські республіки | Перемога - Договір у Фонтебло - Віденський конгрес     | Francis I              | Невідома загальна кількість жертв, 15 000 австрійських втрат у битві під Лейпцигом |
| 20 березня 1815 | 8 липня 1815    | Війна сьомої коаліції - Включає Неаполітанську війну                                                        | Сьома коаліція: · Російська імперія · Пруссія · Велика Британія · Ганноверське королівство · Нассауське герцогство · Брауншвейг-Люнебурзьке герцогство · Швеція Сполучене Королівство Нідерландів Королівство Іспанія Португальське королівство Сардинське королівствоКоролівство Обох СицилійВелике герцогство Тосканське Швейцарія Бурбони | Перша Французька імперія Неаполітанське королівство | Перемога - Паризька мирна угода - Договір у Касаланці  | Francis I              | 5000 жертв                                                                         |
| 1820            | 1821            | Повстання карбонаріїв 1820–1821 рр. - включає битву при Рієті                                               | | Карбонарії | Перемога                                               | Francis I              | Невідомо                                                                           |
| 3 червня 1829   | 2 лютого 1830   | Австрійська експедиція проти Марокко                                                                        | | Марокко | Невідомо • Австрійська ціль не досягнута               | Francis I              | 36 постраждалих                                                                    |
| 1831            | 1831            | Італійські повстання                                                                                        | | Герцогство Модени та Реджо Пармьске герцогство Папська держава | Перемога                                               | Francis I              | Невідомо                                                                           |
| 1839            | 1841            | Османсько-єгипетська війна - включає Східну кризу 1840 року                                                 | Османська імперія Британська імперія Російська імперія Пруссія | Єгипетський еялет Липнева монархія Іспанська імперія | Перемога - Лондонська конвенція (1840)                 | Ferdinand I of Austria | Невідомо                                                                           |
| 20 лютого 1846  | 4 березня 1846  | Краківське повстання                                                                                        | | Рух за незалежність Польщі | Перемога                                               | Ferdinand I of Austria | Невідомо                                                                           |
| 15 березня 1848 | 13 серпня 1849  | Угорська революція                                                                                          | Російська імперія | Угорщина | Перемога - Капітуляція у Вілагосі                      | Франц Йосиф I          | Великі, але невідомі загальні втрати                                               |
| 23 березня 1848 | 24 березня 1849 | Австро-італійська війна                                                                                     | | Сардинське королівство Велике герцогство Тосканське Нетривале об'єднання з: Папська держава Королівство Обох Сицилій | Перемога                                               | Франц Йосиф I          | 15 580 втрат                                                                       |
| 29 квітня 1859  | 11 липня 1859   | Австро-італо-французька війна                                                                               | | Сардинське королівство Друга французька імперія | Поразка - Віллафранкське перемир'я                     | Франц Йосиф I          | 12 568 загиблих, загальна кількість жертв невідома                                 |
| 1 лютого 1864   | 30 жовтня 1864  | Друга шлезвізька війна                                                                                      | Пруссія | Данія | Перемога - Віденська угода (1864)                      | Франц Йосиф I          | 1000 жертв                                                                         |
| 14 червня 1866  | 23 серпня 1866  | Австро-прусська війна - включає в себе Австро-італійську війну                                              | Німецький союз: Саксонське королівство Баварське королівство Велике герцогство Баденське Вюртемберзьке королівство Ганноверське королівство Велике герцогство Гессенське Гессен-Кассельське ландграфство Старша лінія Ройса Саксен-Майнінгенське герцогство Шаумбург-Ліппське князівство Нассауське герцогство Вільне місто Франкфурт        | Пруссія Італія Велике герцогство Мекленбург-Шверінське Велике герцогство Мекленбург-Стреліцьке Велике герцогство Ольденбурзьке Саксонія-Ангальт Брауншвейг Саксен-Альтенбурзьке герцогство Саксен-Кобург-Готське герцогство Князівство Ліппе Шварцбург-Зондерсгаузен Вальдек-Пірмонтське князівство Бремен Гамбург Любек | Поразка - Празький мир (1866)                          | Франц Йосиф I          | 106 796 втрат                                                                      |

## Австро-Угорська імперія(1867–1918)
| Початок          | Кінець           | Назва конфлікту                 | Воюючі сторони (крім Австро-Угорської імперії) | Воюючі сторони (крім Австро-Угорської імперії)                                                                    | Результат | Імператор                                                  | Втрати                             |
| Початок          | Кінець           | Назва конфлікту                 | Союзники | Вороги | Результат | Імператор                                                  | Втрати                             |
| ---------------- | ---------------- | ------------------------------- | --- | --- | --- | ---------------------------------------------------------- | ---------------------------------- |
| 29 липня 1878    | 20 жовтня 1878   | Окупація Боснії та Герцеговини  | | Османська імперія                                                                                                 | Перемога | Франц Йосиф I (1867–1916), Карл I Австрійський (1916–1918) | 7447 загиблих                      |
| Січень 1897      | Жовтень 1898     | Критське повстання 1897-1898 рр | Критські революціонери Грецьке королівство Міжнародна ескадра : Об'єднане Королівство Третя французька республіка Італія Російська імперія Австро-Угорщина (до березня 1898) Німецька імперія (до листопада 1897) | Османська імперія                                                                                                 | Перемога - Відхід Османської імперії з Криту - Створення Критської держави                                      | Франц Йосиф I (1867–1916), Карл I Австрійський (1916–1918) | Невідомо                           |
| 2 листопада 1899 | 7 вересня 1901   | Боксерське повстання            | Альянс восьми націй : Японія Російська імперія Велика Британія Франція США Німецька імперія Італія | Товариство праведної гармонії · Династія Цін                                                                      | Перемога | Франц Йосиф I (1867–1916), Карл I Австрійський (1916–1918) | Невідомо, незначні втрати          |
| 28 липня 1914    | 3 листопада 1918 | Перша світова війна             | Центральні держави Німецька імперія Османська імперія Болгарія (1915–1918) | Союзники : Франція Британська імперія Російська імперія (1914–17) Італія США (1917–18) Королівство Сербія та інші | Поразка, розпад Австро-Угорської імперії. - Паризька мирна конференція, 1919 р - Сен-Жерменський мирний договір | Франц Йосиф I (1867–1916), Карл I Австрійський (1916–1918) | Від 1 200 000 до 1 494 200 смертей |

## Німецько-Австрійська Республіка(1918–1919)
| Початок           | Кінець        | Назва конфлікту                        | Воюючі сторони (за винятком Німеччини та Австрії) | Воюючі сторони (за винятком Німеччини та Австрії)                                                                | Результат | Канцлер     | Втрати     |
| Початок           | Кінець        | Назва конфлікту                        | Союзники                                          | Вороги | Результат | Канцлер     | Втрати     |
| ----------------- | ------------- | -------------------------------------- | ------------------------------------------------- | --- | --- | ----------- | ---------- |
| 23 листопада 1918 | 31 липня 1919 | Австро-словенський конфлікт у Каринтії |                                                   | Держава словенців, хорватів і сербів (до об'єднання) Королівство сербів, хорватів і словенців (після об'єднання) | Припинення вогню - Під час плебісциту Каринтії південно-східна Каринтія голосує за приєднання до Австрії. - Територіальні зміни координуються Сен-Жерменським мирним договором.. - Більшість південно-східної Каринтії переходить до Австрії. - Долина Межа та Єзерсько переходять до Королівства сербів, хорватів і словенців. | Карл Реннер | 1000 жертв |

## Перша Австрійська Республіка(1919–1934)
| Початок        | Кінець         | Назва конфлікту               | Воюючі сторони (крім Австрії)                                                                   | Воюючі сторони (крім Австрії)                                                             | Результат | Канцлер            | Втрати       |
| Початок        | Кінець         | Назва конфлікту               | Союзники                                                                                        | Вороги                                                                                    | Результат | Канцлер            | Втрати       |
| -------------- | -------------- | ----------------------------- | ----------------------------------------------------------------------------------------------- | ----------------------------------------------------------------------------------------- | --- | ------------------ | ------------ |
| 28 серпня 1921 | 13 жовтня 1921 | Повстання в Західній Угорщині | Австрія Угорщина                                                                                | Ронгйос Гарда Лайтабаншаґ Боснійські та албанські мусульманські добровольці               | Перемога, Шопрон і його околиці залишилися в Угорщині.                                                                         | Йоганнес Шобер     | Невідомо     |
| 12 лютого 1934 | 16 лютого 1934 | Громадянська війна в Австрії  | Вітчизняний фронт - Федеральна армія - Поліція - Жандармерія - Heimwehr - Остмеркіше Штурмшарен | Соціал-демократична партія Австрії - Республіканський шуцбунд Комуністична партія Австрії | Перемога уряду - Закінчення багатопартійності - Консолідація влади Вітчизняним фронтом - Створення федеральної держави Австрія | Енгельберт Дольфус | Тисячі жертв |

## Федеральна держава Австрія(1934–1938)
| Початок       | Кінець        | Назва конфлікту | Воюючі сторони (крім Австрії)                                           | Воюючі сторони (крім Австрії)                      | Результат | Канцлер                                                 | Втрати                                                         |
| Початок       | Кінець        | Назва конфлікту | Союзники                                                                | Вороги                                             | Результат | Канцлер                                                 | Втрати                                                         |
| ------------- | ------------- | --------------- | ----------------------------------------------------------------------- | -------------------------------------------------- | --- | ------------------------------------------------------- | -------------------------------------------------------------- |
| 25 липня 1934 | 30 липня 1934 | Липневий путч   | Вітчизняний фронт - Федеральна армія - Поліція - Жандармерія - Heimwehr | СС - Австрійський СС Австрійська нацистська партія | Перемога уряду - Нацистський державний переворот провалився - Вітчизняний фронт залишається при владі - Канцлера Енгельберта Дольфуса вбито | Енгельберт Дольфус (убитий), Курт Шушніг після вбивства | Понад 200 убитих з обох сторін (включаючи Енгельберта Долфуса) |